# Angaturama
Une proposition de fusion est en cours entre Irritator et Angaturama.
Angaturama limai
Genre
Espèce
Angaturama est un genre fossile de dinosaures théropodes ayant vécu durant l'étage Albien du Crétacé supérieur, il y a entre 113 et 110 millions d'années, dans ce qui est aujourd'hui le Brésil. L'unique espèce connu est Angaturama limai, premièrement décrite en 1996 via une extrémité de museau ayant été découvert dans la formation de Romualdo. Le nom générique signifie « noble » en tupi, tandis que l'épithète spécifique honore le paléontologue brésilien Murilo R. de Lima. 
Certains paléontologues considèrent Irritator challengeri, connu à partir d' un crâne presque complet décrite quelques semaines plus tôt la même année, comme un potentiel synonyme plus ancien d’Angaturama, étant donné que les deux spinosauridés proviennent des mêmes unités stratigraphiques. Il fut également suggéré que les parties du crâne d’Irritator et d’Angaturama pourraient provenir d’un même spécimen. Bien que cette hypothèse soit mise en doute, davantage de fossiles se chevauchant sont nécessaires pour confirmer s'il s'agit du même animal. D'autres squelettes de spinosauridés, dont certains pourraient appartenir à Angaturama ou à Irritator, furent récupérés dans la formation de Romualdo, permettant ainsi la fabrication d'une réplique squelettique et de la monter pour l'exposer au musée national de Rio de Janeiro en 2009.
Avec une taille estimé entre 6 et 8 m de long pour un masse corporelle d'environ 1 tonne, Angaturama est vue comme l'un des plus petits spinosauridés connus. Son museau long, peu profond et fin, est bordé de dents coniques droites et non dentelées. L'extrémité du museau d’Angaturama s'étend latéralement en forme de rosette, portant de longues dents et une crête inhabituellement haute. Un squelette pouvant possiblement appartenir à ce dernier taxon indique qu'il aurait possédé des griffes primaires élargies et une voile le long du dos, à l'image d'autres spinosauridés.
Angaturama et Irritator appartiennent tous deux à la sous-famille des Spinosaurinae. Un régime alimentaire généraliste semblable à ceux des crocodiliens fut suggéré pour ces deux taxons, s'étants peut-être nourrit principalement de poissons et de toutes autres petites proies qu'il pouvait capturer. Des fossiles attestent néanmoins qu'un individu a dévoré un ptérosaure, soit en le chassant, soit en le charognant. Angaturama pourrait avoir eu un mode de vie semi-aquatique et avoir vécu dans l'environnement tropical d'une lagune côtière entourée de régions sèches. Angaturama coexistait avec d'autres théropodes carnivores, ainsi qu'avec des tortues, des crocodyliformes et un grand nombre d'espèces de ptérosaures et de poissons.

## Historique des recherches

### Découverte et dénomination

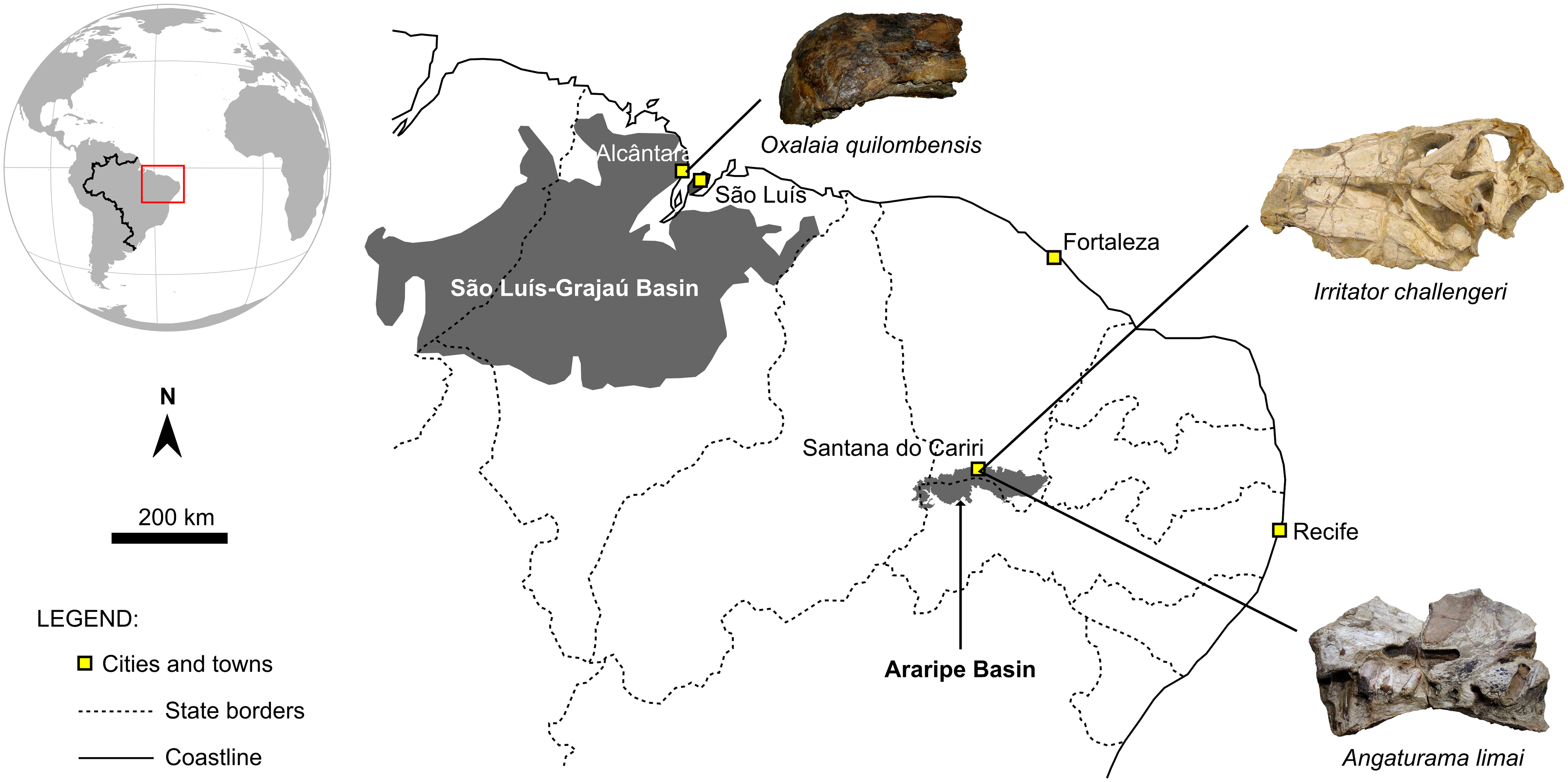
Carte montrant la région Nord-Est du Brésil, avec les sites de découverte de trois fossiles de spinosaurinés dans les bassins d'Araripe et de São Luís-Grajaú. De haut en bas : Oxalaia, Irritator et Angaturama.

L'holotype d’Angaturama fut exhumé d'un nodule de calcaire contenant l'extrémité isolée d’un museau, près de la ville de Santana do Cariri, dans la région Nord-Est du Brésil. Le fossile, depuis catalogué sous la référence USP GP/2T-5 à l’université de São Paulo, fut exhumé grâce à une technique initialement mise au point pour la préparation des spécimens de ptérosaures. Celui-ci est désigné comme le spécimen holotype du nouveau genre et espèce Angaturama limai par les paléontologues brésiliens Alexander Wilhelm Armin Kellner et Diogenes de Almeida Campos en février 1996. Le nom générique Angaturama signifie « noble » en tupi, une langue autochtone du Brésil, tandis que l’épithète spécifique rend hommage au paléontologue brésilien Murilo R. de Lima, qui avait signalé l’existence du spécimen à Kellner en 1991.

### Synonymie avecIrritator

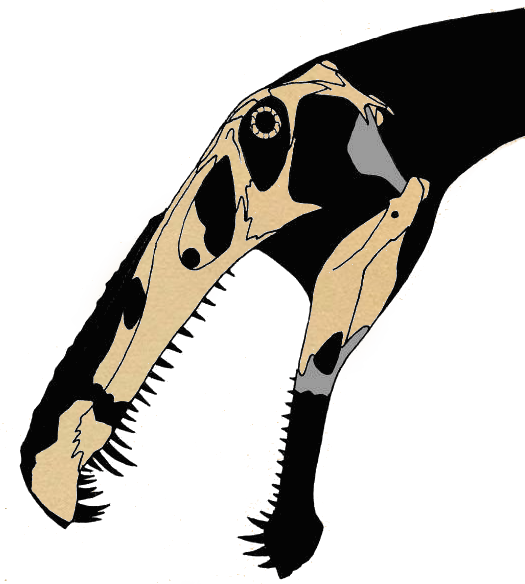
Éléments fossiles connus du crâne d’Irritator tels qu'interprétés par le paléontologue Jaime A. Headden. L’extrémité du museau provient d’Angaturama.

Irritator challengeri, un autre spinosauridé contemporain et originaire de la même localité qu’A. limai, est décrit en février 1996 par les paléontologues David M. Martill, Arthur R. I. Cruickshank, Eberhard Frey, Philip G. Small et Maria Clarke. Aujourd’hui catalogué sous la référence SMNS 58022 au musée national d'histoire naturelle de Stuttgart, l’holotype correspond à crâne presque complet découvert dans la formation de Romualdo. Dans cet article, Martill et son équipe citent que le nom générique Irritator vient « de l'irritation, le sentiment ressenti par les auteurs (sous-estimé ici) lorsqu'ils ont découvert que le museau fut artificiellement allongé ». L'épithète spécifique challengeri est nommée d'après le professeur Challenger, un personnage de fiction apparaissant dans les romans d'Arthur Conan Doyle, en particulier Le Monde perdu. Les références au romancier ne s'étendent pas uniquement à ce taxon, puisque deux ans plus tôt, Frey et Martill ont décrit une espèce de ptérosaure provenant de la formation de Crato (en) sous le nom d’Arthurdactylus conandoylei.

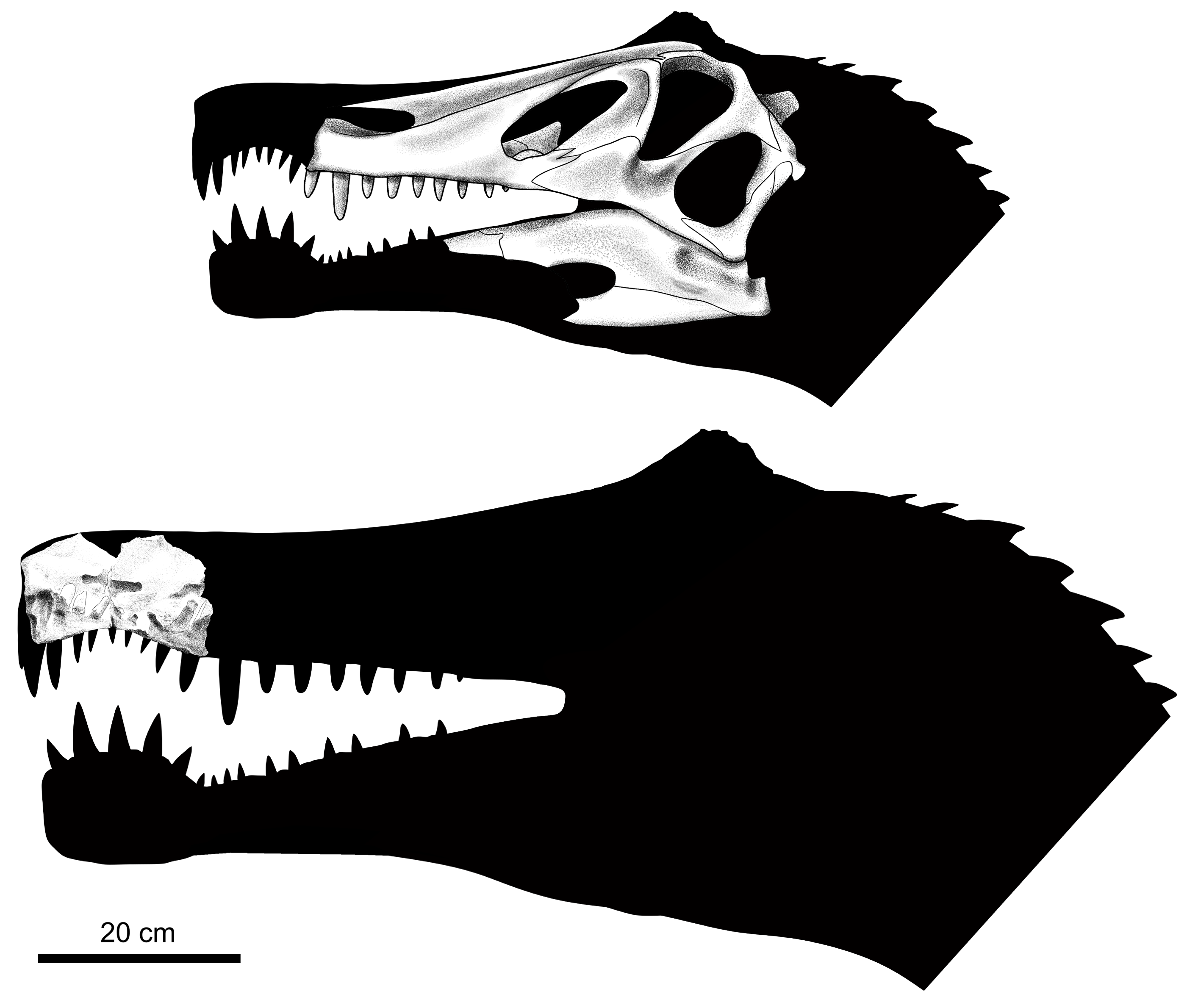
Holotypes d’I. challengeri et d’A. limai exposés, illustrant la plus grande taille du crâne de ce dernier ainsi que le chevauchement de la troisième dent du maxillaire gauche, tel que proposé par Sales et Schultz en 2017.

En 1997, les paléontologues britanniques Alan J. Charig (en) et Angela C. Milner (en) considèrent Angaturama comme un probable synonyme plus récent d’Irritator, notant que les deux genres ont des narines rétractées, de longues mâchoires et une dentition caractéristique de spinosauridé. L'année suivante, le paléontologue américain Paul Sereno et ses collègues partagent cette possibilité et observent même que l'holotype d’Angaturama semble compléter celui d’Irritator, signifiant ainsi qu'ils pourraient appartenir au même spécimen. De nombreux auteurs ont supporté ces conclusions, tels qu'Éric Buffetaut et Mohamed Ouaja en 2002, Hans-Dieter Sues et ses collègues la même année Cristiano Dal Sasso et ses collègues en 2005, Tor G. Bertin en 2010, Darren Naish (en) en 2013, et Madani Benyoucef et ses collègues en 2015. Dans leur redescription d’Irritator, le paléontologue américain Hans-Dieter Sues et ses collègues soulignent que les deux holotypes présentent une morphologie tout aussi étroites et possèdent des dents à section transversale arrondie, aux bords marqués mais non dentelés. Ils remarquent également qu’une crête sagittale observée sur les prémaxillaires d’Angaturama pourrait correspondre à celle des os nasaux d’Irritator. Certaines objections sont soulevées à ces affirmations. Kellner et Campos en 2000 et la paléontologue brésilienne Elaine B. Machado et Kellner en 2005 expriment l'opinion que les fossiles proviennent de deux genres différents et que l'holotype d’A. limai est clairement plus aplati latéralement que celui d’I. challengeri,.
Une revue des deux fossiles par les paléontologues brésiliens Marcos A. F. Sales et Cesar L. Schultz en 2017 notent que les spécimens diffèrent également dans d'autres aspects de leur conservation : le spécimen d’Irritator est de couleur plus vive et est affecté par une fissure verticale, tandis que le spécimen d’Angaturama présente de nombreuses cavités. Les dommages aux dents de l'holotype d’I. challengeri sont également beaucoup moins graves. Sales et Schultz identifient également un possible point de chevauchement, la troisième dent du maxillaire gauche, et observent même que le crâne d’Angaturama aurait pu être plus grand que celui d’Irritator sur la base des proportions du genre étroitement apparenté Baryonyx. Les auteurs concluant que les deux spécimens n'appartiendraient pas à un même individu, ils notent que la synonymie au niveau du genre devrait être vérifiée par des restes se chevauchant plus largement. Si Angaturama et Irritator sont considérés étant bel et bien des synonymes, ce dernier devrait être le nom scientifique valide selon les règles de priorité établies par la CINZ, puisqu'il fut nommé presque un mois plus tôt. En 2023, le paléontologue allemand Marco Schade et ses collègues ne confirment pas le chevauchement de la positions des dents en raison de leur interprétation différente, mais ne fournissent pas d’informations supplémentaires permettant de trancher la question.

### Possibles matériaux postcrâniens et découvertes ultérieures

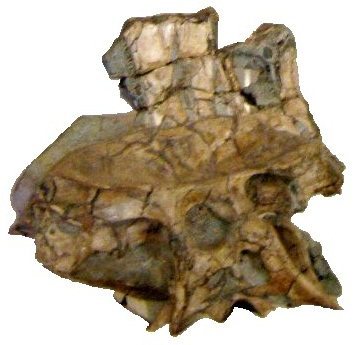
Bassin osseux et vertèbres sacrées d'un spécimen de spinosauriné catalogué MN 4819-V, exposé au musée national de Rio de Janeiro.

Outre le fragment de museau, le crâne et quelques dents isolées, la formation de Romualdo a également livré des restes postcrâniens qui pourraient appartenir à des spinosauridés, dont beaucoup sont jusqu'à présent non décrits, et tous appartenant à la sous-famille des Spinosaurinae. En 2004, la découverte de fragments de colonne vertébrale dans cette formation, catalogués sous le registre MN 4743-V, est officialisée dans la littérature scientifique. En raison de leur morphologie, le paléontologue brésilien Jonathas Bittencourt et Kellner les attribuent aux Spinosauridae, tout en précisant qu’ils ne peuvent être rattachés à Irritator ou à Angaturama étant donné que ces deux taxons ne sont basés que sur des restes crâniens. En 2007, Machado et Kellner attribuent provisoirement un fragment de côte depuis catalogué MN 7021-V aux Spinosauridae. Le spinosauridé le plus complet connu ayant été découvert dans la formation de Romualdo consiste en un squelette partiel dépourvu du crâne depuis catalogué MN 4819-V. Signalé pour la première fois en 1991, le spécimen est classé par Kellner parmi les Spinosauridae en 2001 en raison de ses hautes épines neurales sacrées et de l'élargissement de la griffe manuelle,,. Ce squelette est entièrement décrit en 2010 dans une thèse encore inédite rédigée par Machado. Un membre postérieur incomplet mentionné en 2011, catalogué MPSC R-2089, pourrait également appartenir aux Spinosauridae. En 2018, Tito Aureliano (en) et son équipe décrivent une partie d'un tibia gauche provenant d'un individu particulièrement grand, catalogué LPP-PV-0042. À l’instar de nombreux fossiles issus du bassin d'Araripe (en), la majorité des spécimens de spinosauridés de la formation de Romualdo ont été prélevés sans contrôle scientifique et intégrés au commerce illégal de fossiles. Par conséquent, de nombreux restes présentent des altérations partielles et sont dépourvus de données géologiques précises sur leur site d’origine,,.
Certains de ces restes postcrâniens de la formation de Romualdo furent utilisés comme base pour la création d'une réplique squelettique d’Angaturama, plus tard montée au musée national de l'université fédérale de Rio de Janeiro,,. Le squelette représente l'animal portant dans ses mâchoires un ptérosaure de la famille des anhangueridés. Il s'agit de la pièce maîtresse de l'exposition Dinossauros no Sertão, qui ouvre ses portes au public en mars 2009, devenant ainsi le premier grand dinosaure carnivore brésilien à y être exposé,. Certains des éléments postcrâniens originaux (incluant le bassin osseux et les vertèbres sacrées) furent présentés à côté de la monture,. Dans la plupart des communiqués de presse publiées lors de l'ouverture de l'exposition, Kellner laisse implicitement entendre que le spécimen MN 4819-V proviendrait d’Angaturama,. Cela se reflète également dans l’inclusion du spécimen dans la monture squelettique. En 2011, un troisième spinosauridé brésilien, Oxalaia quilombensis, est nommé et décrit à partir de fossiles provenant de la formation d'Alcântara du groupe d'Itapecuru, dans le bassin de São Luís. Cette espèce de plus grande taille, connue uniquement par un fragment isolé de l'extrémité du museau et de la mâchoire supérieure, a vécu durant le Cénomanien, soit environ six à neuf millions d'années après Irritator et Angaturama. O. quilombensis se distingue d’A. limai de par son museau plus large et plus arrondi ainsi que de l'absence de crête sagittale sur les prémaxillaires. En septembre 2018, un incendie survient dans le palais abritant le musée national, détruisant en grande partie les collections de fossiles et peut-être même la monture squelettique d’Angaturama ainsi que les éléments fossiles qui lui étaient attribués et exposés. L'holotype d’O. quilombensis, qui était alors stocké dans le même bâtiment, fut suspecté d'avoir été détruit, avant d'être finalement retrouvé, bien que fortement endommagé.

## Description

### Anatomie de l'holotype d’Angaturama

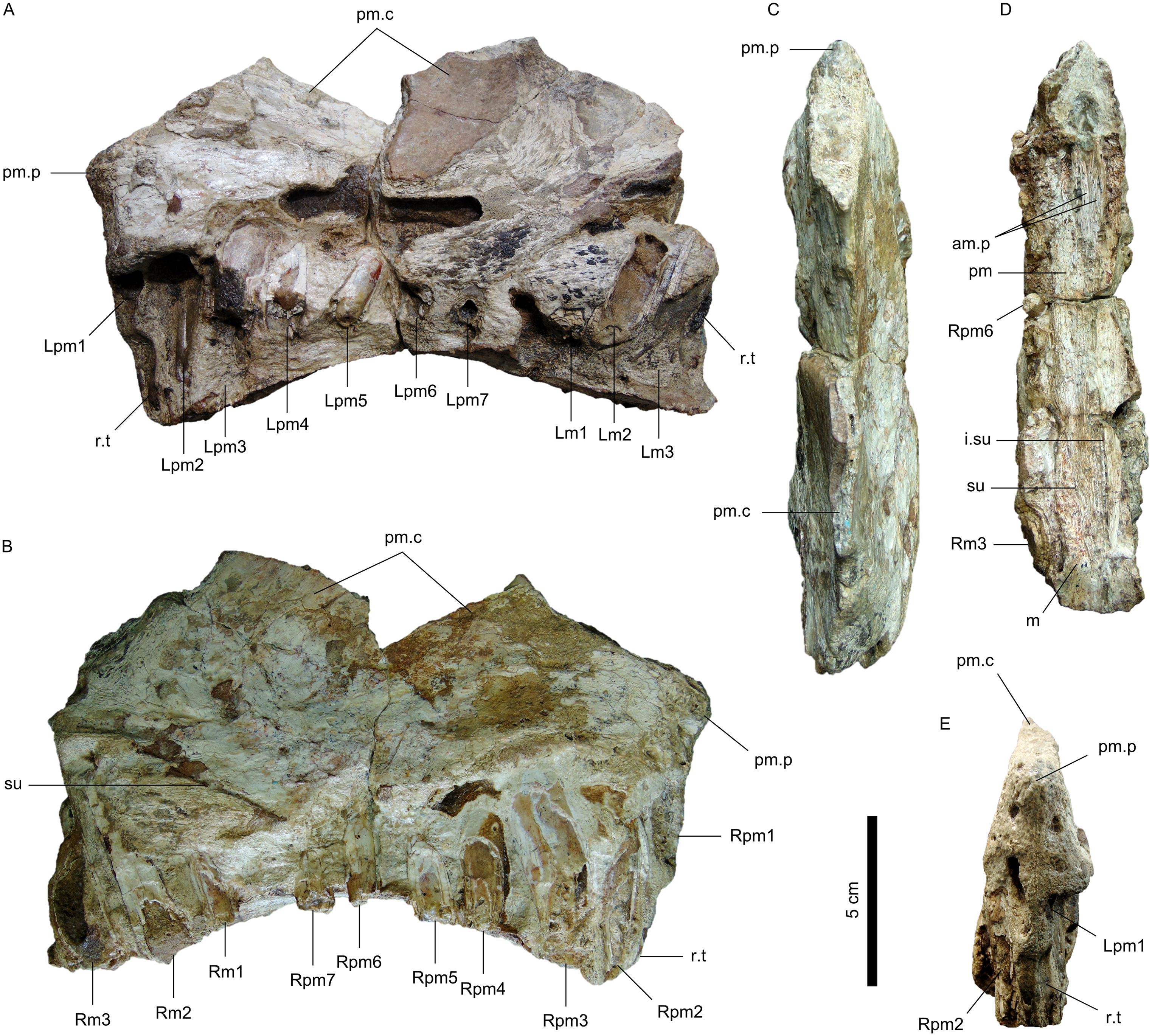
Vue sous différents angles de l'holotype d’A. limai.

L'holotype d’A. limai ne comprend que la partie antérieure de la mâchoire supérieure, comprenant les extrémités des prémaxillaires appariés et les extrémités antérieures des maxillaires. Le spécimen mesure 19,2 cm de haut et 11 cm de long, la largeur de la région palatine étant de 4 à 5 mm. La suture entre le maxillaire et le prémaxillaire est irrégulière à l'avant et se redresse vers l'arrière. Le bord inférieur des prémaxillaires est concave, atteignant son apex au niveau de la sixième dent prémaxillaire. L'avant du museau est élargi, formant la rosette terminale en forme de cuillère caractéristique des spinosauridés. Cette face inférieure concave des prémaxillaires complète une extrémité de mandibule convexe et élargie. Les prémaxillaires se connectent les uns aux autres en bas pour former le palais secondaire d’Angaturama, qui est également partiellement alimenté par deux processus s'étendant à partir des maxillaires. Le museau est fortement comprimé latéralement, et les prémaxillaires s'amincissent légèrement vers le haut pour former une haute crête sagittale de 1 à 2 mm d'épaisseur. Cette crête est plus large et s'étendait plus loin vers l'avant que chez les autres spinosauridés connus. La partie antérieur du bord supérieur du prémaxillaire présente un petit renflement surplombant la base de la crête. Ce renflement est apparemment endommagé sur sa face supérieure, indiquant que le sommet de la crête pouvait s'étendre encore plus loin et vers l'avant à partir de ce point. L'avant du museau de l'holotype présente donc une marge verticalement droite ou concave, atypique par rapport aux museaux plus légèrement inclinés des autres spinosauridés,.
Au niveau du prémaxillaire, une dent cassée avec une couronne partielle est connue. Les dents isolées sont fortement allongées et droites, présentant des couronnes coniques non dentelées mesurant 6 à 40 mm de long. Cela suggère un remplacement dentaire continu, avec de nouvelles dents poussant entre les anciennes. Selon les alvéoles dentaires, le prémaxillaire comporte sept dents au total, la troisième étant la plus grande. Les trois dents antérieures du maxillaire sont également conservées. Les dents prémaxillaires augmentent en taille de la première à la troisième, diminuent de la troisième à la sixième, puis augmentent à nouveau jusqu’à la troisième dent du maxillaire. Un diastème (espace dans la rangée dentaire) de 16 cm sépare la dernière dent du prémaxillaire de la première dent du maxillaire.

### Squelette postcrânien

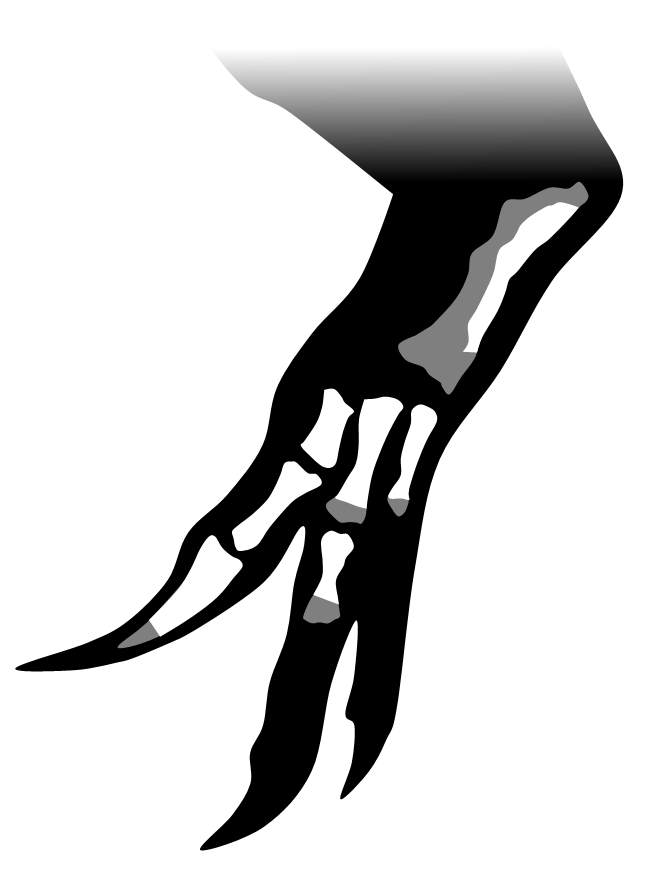
Diagramme des os fossiles du bras du spécimen MN 4819-V. La main de ce spécimen est d'ailleurs la plus complète connue chez les spinosauridés.

Bien qu'aucun reste squelettique n'ait été découvert avec la pointe du museau holotype d’Angaturama, le squelette partiel catalogué MN 4819-V peut potentiellement appartenir au genre,,,. Néanmoins, l'absence de matériel fossile se chevauchant entre les deux spécimens, les comparaisons directes ne peuvent pas être faites. Le spécimen MN 4819-V comprend un bassin osseux en grande partie intact, quelques vertèbres dorsales  et caudales, cinq vertèbres sacrées, un tibia et un péroné droits partiels, la majeure partie du fémur droit et une partie d'un ulna,. Le spécimen possède également la main la plus complète connue chez les spinosauridés, comprenant des métacarpes, des phalanges, un carpe et une griffe. Comme chez tous les spinosauridés, la griffe du premier doigt est élargie.
Les os du bassin sont bien préservés, le côté droit étant mieux articulé que celui de gauche. Les vertèbres sacrées fusionnées sont toujours attachées au bassin, qui est dépourvu des extrémités distales du pubis et des ischions. L'ilion de ce spécimen mesure 55,3 cm de long. L'expansion antérieure de l'ilion est courbée vers le bas et est légèrement plus courte et plus profonde que l'expansion postérieure. L'expansion antérieure de l'ilion est aussi légèrement élargie vers l'avant, contrastant avec la forme plus fine de l'expansion postérieure. La fossette courte de l'expansion postérieure est concave, tout comme le bord postérieur de l'ischion. Le pubis présente une échancrure obturatrice relativement large et presque fermée, une indentation dans le bord inférieur de la partie postérieure de l'os permettant le passage du nerf obturateur. Comme chez la plupart des spinosauridés, les épines neurales des vertèbres sacrées sont allongées et projetées vers le haut. Durant le vivant du spécimen, ces derniers furent recouverts de peau, formant une sorte de « voile » le long du dos de l'animal,. Le spécimen MN 4819-V se distingue de Suchomimus de par son ilion plus long et moins profond ayant une marge supérieure moins courbée,, et de Baryonyx en ayant un processus obturateur (en) plus développé, une structure en forme de lame présente sur le bas de l'ischion.

### Citations originales
1. ↑  « from irritation, the feeling the authors felt (understated here) when discovering that the snout had been artificially elongated. »